# Paříž–Nice
Paříž–Nice (přezdívaný též course au soleil, tj. jízda za sluncem) je jednotýdenní cyklistický etapový závod ve Francii, který se koná každoročně v březnu a je jedním z nejvýznamnějších etapových závodů v cyklistice hned za velkou trojkou Tour de France, Giro d'Italia a Vuelta a España. Navzdory svému názvu není start v Paříži, ale na jejím předměstí Issy-les-Moulineaux. Závod organizuje Amaury Sport Organisation, která pořádá též Tour de France. Obdobně jako se na Tour de France vyznamenávají vedoucí celkového hodnocení žlutým trikotem (maillot jaune), vedoucí bodového hodnocení zeleným trikotem (maillot vert) a vedoucí horského hodnocení puntíkatým trikotem (maillot à pois). Nejlepší závodník do 26 let nosí bílý trikot (maillot blanc). Závod založil Albert Lejeune, ředitel časopisu „Petit Journal“ a první ročník se konal v roce 1933. Se sedmi vítězstvími v řadě v 80. letech je nejúspěšnějším účastníkem závodu Ir Sean Kelly.

## Vítězové
| - 2025 Matteo Jorgenson - 2024 Matteo Jorgenson - 2023 Tadej Pogačar - 2022 Primož Roglič - 2021 Maximilian Schachmann - 2020 Maximilian Schachmann - 2019 Egan Bernal - 2018 Marc Soler - 2017 Sergio Henao - 2016 Geraint Thomas - 2015 Richie Porte - 2014 Carlos Betancur - 2013 Richie Porte - 2012 Bradley Wiggins - 2011 Tony Martin - 2010 Alberto Contador - 2009 Luis León Sánchez Gil - 2008 Davide Rebellin - 2007 Alberto Contador - 2006 Floyd Landis - 2005 Bobby Julich - 2004 Jörg Jaksche - 2003 Alexandr Vinokurov - 2002 Alexandr Vinokurov - 2001 Dario Frigo - 2000 Andreas Klöden - 1999 Michael Boogerd - 1998 Frank Vandenbroucke - 1997 Laurent Jalabert - 1996 Laurent Jalabert - 1995 Laurent Jalabert | - 1994 Tony Rominger - 1993 Alex Zülle - 1992 Jean-François Bernard - 1991 Tony Rominger - 1990 Miguel Indurain - 1989 Miguel Indurain - 1988 Sean Kelly - 1987 Sean Kelly - 1986 Sean Kelly - 1985 Sean Kelly - 1984 Sean Kelly - 1983 Sean Kelly - 1982 Sean Kelly - 1981 Stephen Roche - 1980 Gilbert Duclos-Lassalle - 1979 Joop Zoetemelk - 1978 Gerrie Knetemann - 1977 Freddy Maertens - 1976 Michel Laurent - 1975 Joop Zoetemelk - 1974 Joop Zoetemelk - 1973 Raymond Poulidor - 1972 Raymond Poulidor - 1971 Eddy Merckx - 1970 Eddy Merckx - 1969 Eddy Merckx - 1968 Rolf Wolfshohl | - 1967 Tom Simpson - 1966 Jacques Anquetil - 1965 Jacques Anquetil - 1964 Jan Janssen - 1963 Jacques Anquetil - 1962 Joseph Planckaert - 1961 Jacques Anquetil - 1960 Raymond Impanis - 1959 Jean Graczyk - 1958 Fred De Bruyne - 1957 Jacques Anquetil - 1956 Fred De Bruyne - 1955 Jean Bobet - 1954 Raymond Impanis - 1953 Jean-Pierre Munch - 1952 Louison Bobet - 1951 Roger Decock - 1947–1950 závod neprobíhal - 1946 Fermo Camellini - 1940–1945 závod neprobíhal - 1939 Maurice Archambaud - 1938 Jules Lowie - 1937 Roger Lapebie - 1936 Maurice Archambaud - 1935 René Vietto - 1934 Gaston Rebry - 1933 Alfons Schepers |